# ريغي جاكسون
ريغي جاكسون (بالإنجليزية: Reggie Jackson)‏ (و. 1946  م) هو لاعب كرة قاعدة، من الولايات المتحدة، يلعب كلاعب دفاع ‏.

## وصلات خارجية
- ريغي جاكسون على موقع دوري كرة القاعدة الرئيسي (الإنجليزية)
- ريغي جاكسون على موقعبيزبول رفرنس.كوم (الدوري الرئيسي) (الإنجليزية)
- ريغي جاكسون على موقعبيزبول رفرنس.كوم (الدوري الثانوي) (الإنجليزية)
- ريغي جاكسون على موقع إي إس بي إن.كوم (أم.أل.بي) (الإنجليزية)
- ريغي جاكسون على موقع مشجعي الرسوم البيانية (الإنجليزية)
- ريغي جاكسون على موقع قاعة مشاهير كرة القاعدة (الإنجليزية)
- ريغي جاكسون على موقع قاعة كاليفورنيا للمشاهير الرياضية (الإنجليزية)

- ريغي جاكسون على موقع IMDb (الإنجليزية)
- ريغي جاكسون على موقع الموسوعة البريطانية (الإنجليزية)
- ريغي جاكسون على موقع إن إن دي بي (الإنجليزية)
- ريغي جاكسون على موقع قاعدة بيانات الفيلم (الإنجليزية)